# Kamikaze (Schiff, 1922)
Die Kamikaze (japanisch 神風) war ein Zerstörer der gleichnamigen Klasse der Kaiserlich Japanischen Marine, der Anfang der 1920er-Jahre gebaut wurde und im Zweiten Weltkrieg zum Einsatz kam. Als eines von wenigen Schiffen seiner Klasse überlebte der Zerstörer den Krieg und ging 1946 bei einem Unfall verloren.

## Namensgebung und Umbauten

### Namen
Die Kamikaze war unter dem Namen Kiyokaze (清風) in Dienst gestellt worden. Noch während die letzten sechs Einheiten der Klasse im Bau waren, wurden die ersten drei Schiffe umbenannt.

### Umbauten
Die Kamikaze war für eine Besatzung von 148 Mann ausgelegt. Die von Mitsubishi in Nagasaki gebaute Kamikaze lief am 28. Dezember 1922 vom Stapel. Die Verdrängung des rund einhundert Meter langen Zerstörers betrug etwa eintausend Tonnen. Sie war neun Meter breit und hatte bei voller Zuladung an Treibstoff, Munition usw. einen Tiefgang von 2,89 Metern. Zwei Dampfturbinen, die ohne Untersetzungsgetriebe direkt auf die Antriebswellen gekuppelt waren und von vier ölgefeuerten Dampfkesseln gespeist wurden, trieben das Schiff mit einer Leistung von 38.528 Pferdestärken bis auf eine Geschwindigkeit von 37,5 Knoten. Bei mittlerer Fahrt reichte der Brennstoff für 2.700 Seemeilen. Die Kamikaze wurde durch dreizöllige Gürtelpanzerung geschützt. Die Bewaffnung bestand zuerst aus vier 120-mm-Geschützen sowie sechs 533-mm-Torpedorohren. Im Jahr 1943 wurde ein Geschütz entfernt, um zehn 25-mm-Flugabwehr-Maschinenkanonen unterzubringen.

## Einsatzgeschichte

### Schlacht in der Straße von Malakka
Nachdem der Zerstörer am 22. Februar 1945 in Singapur angekommen war, wurde er dem Schweren Kreuzer Haguro als Eskorte zugewiesen. Am 9. Mai 1945 verließen beide Schiffe den Hafen, um sich durch die Straße von Malakka zur Inselgruppe der Andamanen zu begeben. Dort hatten die Japaner zwei Jahre zuvor eine kleine Garnison eingerichtet. Durch eigene Flugzeuge vor feindlichen Seestreitkräften gewarnt, kehrte die Flotte um und war am 11. zurück in ihrer Basis.
Am 14. wurde ein weiterer Versuch unternommen, zu der isolierten Garnison durchzubrechen, um die dort stationierten Truppen zu evakuieren. Die Alliierten, von ihrer Aufklärung von dem Einsatz informiert, stellten zwei schwere Überwasserkampfgruppen ab, um die beiden japanischen Schiffe abzufangen. Nicht weniger als zwei Schlachtschiffe, vier Kreuzer, vier Geleitflugzeugträger und zehn Zerstörer wurden dazu zusammengezogen.
Geleitet durch ihr Radar, brachten sich fünf alliierte Zerstörer in der Nacht des 16. Mai in Position, um Haguro und Kamikaze in der Straße von Malakka mit Torpedos überraschend anzugreifen. Die Haguro erhielt drei Torpedotreffer und war nicht zu retten. Die Kamikaze erhielt keinen Treffer, drehte ab und durchbrach nach einem kurzen Schusswechsel den Ring der gegnerischen Schiffe. 27 Seeleute des Zerstörers starben durch die Folgen mehrerer Granattreffer, 14 wurden verwundet. Am Morgen des 17. Mai kehrte sie zur Untergangsstelle des Kreuzers zurück und rettete 320 Besatzungsmitglieder.

### Ende
Nach Kriegsende wurde die Kamikaze entwaffnet und als Transporter für die Rückführung von japanischen Truppen eingesetzt, die im pazifischen Raum verstreut den Krieg überlebt hatten. Im Juni 1946 lief die, ebenfalls zur Rückführung von Truppen eingesetzte, Kunashiri bei Omaezaki auf Grund. Beim Versuch, das Schiff zu unterstützen, geriet am 7. Juni auch die Kamikaze auf Grund. Sie konnte nicht geborgen werden und wurde als Verlust abgeschrieben.

## Belege und Verweise